# Liste de statues équestres du Kirghizistan
Cet article recense les statues équestres au Kirghizistan.

## Liste
| Œuvre                                          | Auteur                   | Commune                  | Localisation             | Notes                                                                             | Installation | Coordonnées                       | Illustration                                   |
| ---------------------------------------------- | ------------------------ | ------------------------ | ------------------------ | --------------------------------------------------------------------------------- | ------------ | --------------------------------- | ---------------------------------------------- |
| Statue équestre de Mikhaïl Frounze             |                          | Bichkek                  |                          | Mikhaïl Frounze                                                                   | 1967         | 42° 51′ 54″ nord, 74° 36′ 21″ est | Statue équestre de Mikhaïl Frounze, Bichkek    |
| Monument à Kojomkoul Baatyr                    |                          | Bichkek                  |                          | Kojomkoul. Statue équestre inversée : Kojomkoul porte son cheval sur les épaules. |              | 42° 52′ 42″ nord, 74° 35′ 45″ est | Image manquante                                |
| Statue équestre de Manas                       | Bazarbaï Sydykov         | Bichkek                  | Place Ala-Too            | Manas                                                                             | 2011         | 42° 52′ 36″ nord, 74° 36′ 14″ est | Image manquante                                |
| Statue équestre de Manas                       | Tourgounbaï Sadykov (ru) | Bichkek                  | Parvis du Philharmonique | Manas                                                                             | 1981         | 42° 52′ 39″ nord, 74° 35′ 15″ est | Image manquante                                |
| Statue équestre d'Ormon Khan                   |                          | Bichkek                  |                          | Ormon khan                                                                        | 2002         | 42° 50′ 24″ nord, 74° 35′ 07″ est | Statue équestre d'Ormon Khan, Bichkek          |
| Statue équestre de Manas                       |                          | Djalalabad               |                          | Manas                                                                             |              | 40° 54′ 43″ nord, 72° 56′ 25″ est | Statue équestre de Manas, Djalalabad           |
| Statue équestre de Chabdan baatyr              |                          | Kemin                    |                          | Chabdan baatyr (ky)                                                               |              | 42° 47′ 29″ nord, 75° 41′ 48″ est | Statue équestre de Chabdan baatyr, Kemin       |
| Monument à la jeune génération                 |                          | Naryn                    |                          |                                                                                   |              | à géolocaliser                    | Monument à la jeune génération                 |
| Statue équestre « Mamake, Chopok - Baatirlar » |                          | Ornok, district de Naryn |                          |                                                                                   |              | 41° 32′ 16″ nord, 75° 54′ 34″ est | Statue équestre « Mamake, Chopok - Baatirlar » |